# Dwergboomklever
De dwergboomklever (Sitta pygmaea) is een zangvogel uit het geslacht Sitta.

## Verspreiding en leefgebied
Deze soort komt voor van zuidwestelijk Canada tot West-Mexico en telt 6 ondersoorten:
- S. p. melanotis: zuidwestelijk Canada, de westelijke bergen en de westelijk-centrale Verenigde Staten en noordwestelijk Mexico.
- S. p. pygmaea: de centrale Californische kust.
- S. p. leuconucha: zuidwestelijk Californië en Baja California.
- S. p. elii: noordelijk Mexico.
- S. p. flavinucha: oostelijk Mexico.
- S. p. brunnescens: zuidwestelijk Mexico.